# 長崎県道202号野田島原線
長崎県道202号野田島原線（ながさきけんどう202ごう のだしまばらせん）は、長崎県島原市を通る一般県道である。

## 概要
島原市有明町大三東甲から島原市浦の川に至る。長崎県道208号礫石原松尾停車場線との重複区間がある。

### 路線データ
- 起点：島原市有明町大三東甲（国道251号交点）
- 終点：島原市浦の川（長崎県道58号愛野島原線交点）
- 総延長：6.7 km

## 路線状況

### 重複区間
- 長崎県道208号礫石原松尾停車場線（島原市稗田町）

### 道路施設

#### 橋梁
- きたうら橋（金洗川、島原市）
- 中野川橋（中野川、島原市）
- 中原橋（西川、島原市）
- 寺田大橋（中尾川、島原市）

## 地理

### 通過する自治体
- 島原市

### 交差する道路
| 交差する道路                                   | 交差する場所   | 交差する場所 |
| ---------------------------------------------- | -------------- | ------------ |
| 国道251号 長崎県道208号礫石原松尾停車場線 重複 | 有明町大三東甲 | 起点         |
| 長崎県道208号礫石原松尾停車場線 重複区間起点   | 稗田町         |              |
| 長崎県道208号礫石原松尾停車場線 重複区間終点   | 稗田町         |              |
| 長崎県道58号愛野島原線                         | 浦の川         | 終点         |

### 沿線
- 島原市立三会小学校
- 島原市立第一中学校
- 長崎県立島原商業高等学校（この道路の沿線に正門はない）
- 島原城